# 浙江省缙云中学
浙江省缙云中学是一所坐落在中華人民共和國浙江省麗水市缙云县的浙江省一级重点中学。其前身是于1906年在缙云文庙开办的的官办五云学堂，于1953年改名为浙江省缙云中学。后在李岳林校长的带领下，缙云中学发展成为李岚清口中在浙西南山区中创造“中下经济，中上教育”奇迹的学校并在丽水市乃至浙江省有着一定知名度。

## 历史沿革

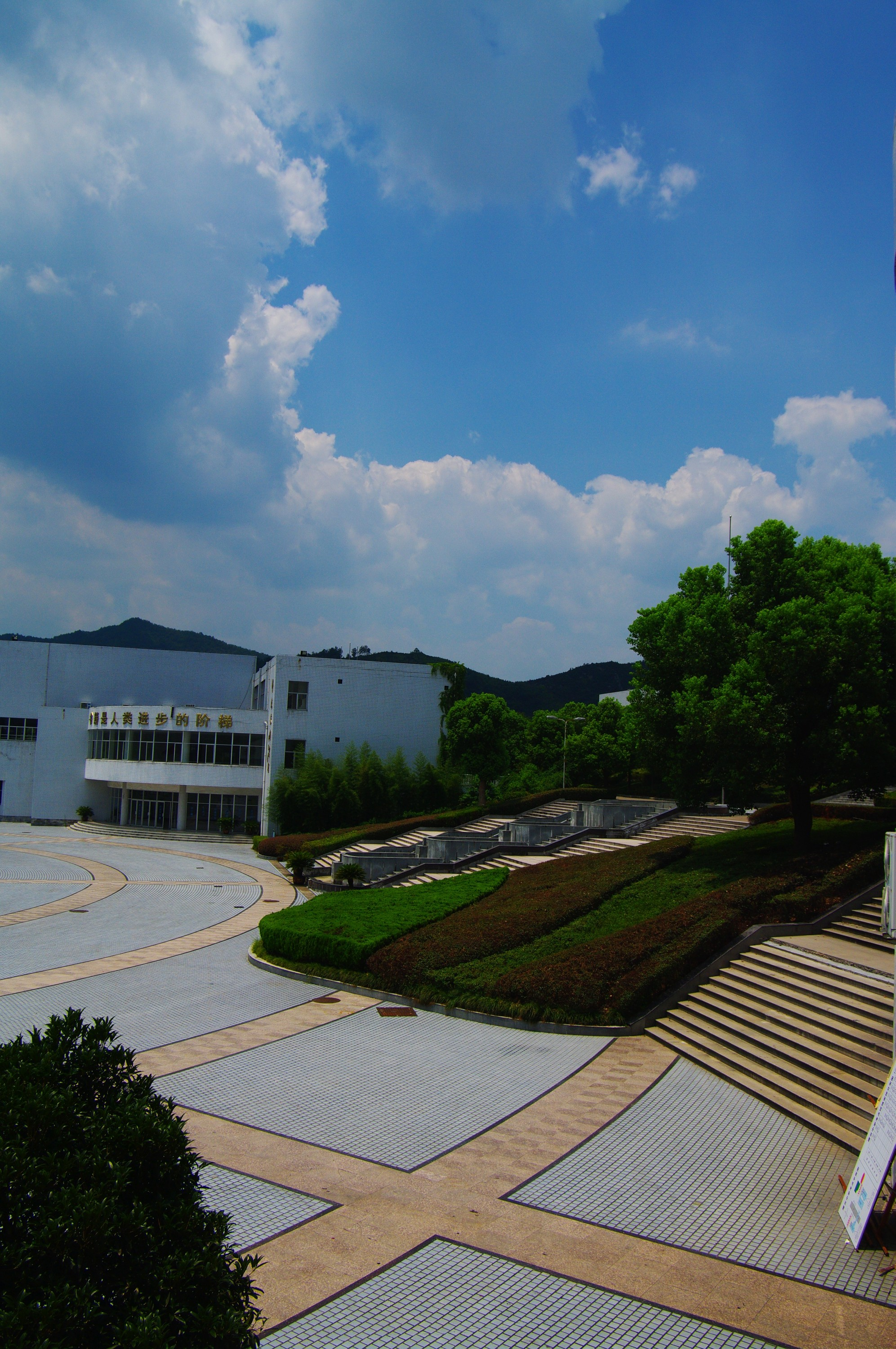
缙云中学教学楼

缙云中学当前由两个相邻校区组成，本部及朝晖校隔缙中路相望，通过天桥进行连接，是“公办私立模式”型学校。先前曾还有初中部和仙都校区，初中部于1999年6月于原址独立建校，命名为“缙云县实验中学”，高中部外迁至新校区。仙都校区于2014年剥离，命名为“缙云县仙都中学”。其亦曾有小学部，是一个十五年制的一体学校。但因校园拥挤，五云小学由缙云中学中迁出，现为缙云县实验小学。
缙云中学是于1998年搬迁至新校区的，老校区位于缙云县吏隐山周围，当时吏隐山也作为学校的劳动基地，目前老校区的教学楼已作为政府单位的办公楼，并完整地保留下来。老校区中有“状元桥”为老校区时期的标志建筑物，听似高大的状元桥，实则不过是低矮、短小的小桥。1984年毕业生在老校区门前种植了一棵松树，目前仍在远处郁郁葱葱地生长。这一标志成为了老毕业生对学校怀念的寄托，老毕业生回校多会在老校区前于该松树合影。1998年后，学校迁至新校区，但欠下了6000多万元的债务，教师们经常几个月拿不到津贴，而学校账面上也只有2700元钱。

### 历届校长
- 1931年至1950年，蓝台

- 1958年，孙明标
- 刘亚白
- 范金华
- 吴赛龙
- 骆光大
- 杨铭昆
- 周国梁

- 2001年至2011年，李岳林
- 2011年至今，施林栋[8]

## 建筑
学校共占地215亩，学校建筑结合了缙云多山的地势多建于半山腰。其中图书馆由邵逸夫先生捐赠并命名为“逸夫楼”。校内体艺馆多作为缙云县各种文体娱乐等大型活动的场所，其中也曾多次举办ZSBL浙江省中学生篮球联赛。校内广场被命名为行远广场，上有缙云中学标志性建筑物。广场正对面着大榕树与校体艺馆，左右两侧分别为高三教学楼与高一二教学楼。校内共有3栋教学楼（可容纳一百个班级），1个体艺馆，1个健身房，1栋图书馆，1个游泳馆，6个篮球场，1栋实验楼，2栋行政楼，另有“百年缙中”校史陈列室以及若干其他小型建筑物。

## 生源
缙云中学的生源集中于缙云县内，共800人，但会在丽水市其他县市进行定量招生，以及朝晖校方面招生名额和特长生，实则每届招生1100余人，共24个班级。
从2019年其采用了“少年班”招生模式，会在县内依照成绩排名提前招收一个班级的初三学生，以起到避免生源外流的作用，该举引起了县内学生家长的争议。另外在正常招生方面朝晖校方面采取了抽签入学的方式，而其本部则针对县内各初中师资不均的问题提出了分配生办法。
缙云中学多会在中考成绩公布后，立即要求被录取学生前往学校报到，并聘请新东方的英语老师联合校内老师开展为期为半月的衔接式培训，此后暑假方才正式开始，而学校也多会在正式开学前一周进行军训。

## 精神
在建校期间，缙云中学最初的校舍是校长蓝台带领教师利用寺庙改建而来，并不乏遭遇灭顶之灾。1940年，缙云县遭日寇飞机轰炸，校舍损毁，但其在轰炸立马转移防空洞继续授课。而在“三年困难”时期，又是校长孙明标带领全体师生开山造田、畜养禽畜。“霉干菜”精神在此初见眉目。
在1979年高考恢复后，缙云中学重点班开始招生。但地处浙西南山区的缙云学子普遍家境贫寒，他们只能带着霉干菜拌饭吃。而学生的几乎是没有零用钱的，经济较为宽裕的家庭可能会给予一角钱用于买菜，或是在霉干菜中多加一些盐或是油。时任校长的孙明标就在这种境遇下提出了“霉干菜”精神，并刻在了学校南墙，这堵墙激励了无数缙云学子，至此学校教学质量打破僵局开始拔高。并出现了一门双北大的寒门教学奇迹，但其中一名学子却因身体残疾而被北京大学拒收，最后去了丽水学院。尽管后来物质条件已经有了很大的改观，但“霉干菜”精神依然难忘，它支撑着缙云中学高考成绩不断提高，并创造了“中下经济，中上教育”的奇迹。
时至今日，“霉干菜”精神已融入到诠释为“吃苦精神”、“团队精神”和“创新精神”的“缙中精神”中。

## 校徽
缙云中学校徽由缙中的缩写“j”和“z”所组成，其中“j”被设计成了火炬的样式，“z”则被设计成了一个奔跑者的形象，主色为大红，这寓意着缙云中学拼搏向前、不屈不挠的奋斗精神。另外外圆部分上方的中文名为书法家欧阳中石所题写。

## 活动
缙云中学除常规组织学生会、团总支部外，还存在各地校友会。包括于2017年成立的上海校友会及于2019年4月12日，缙云中学杭州校友会。其中上海校友会在校内发起了“东方明珠”助学奖项目，奖学金用于帮助贫困学生完成学业及鼓励优秀学生拼搏进取。截至2019年11月份，两次筹款共筹集三十多万元。
校内多在五月份末举行嘉年华同为社团招新活动，十一月末于举行“好溪之春”文化艺术节、纸服装、“向青春举杯”诗歌朗诵会及“校园十佳歌手”并于网络进行直播，该系列主持人采用演讲比赛择优选择，而本活动原先定于十二月末进行为元旦文艺汇演，但受浙江学考选考时间改动影响提前至十一月末，并随之取消诗歌朗诵会及纸服装活动。而在寒暑假，通常学校亦会与摄影社一同组织摄影比赛。
在高三最后一学期开学左右也多会举行“走近春天”毅行活动。学生会与外联部也多会在高三毕业季制作微视频上传于网络，目前已成惯例。
学校广播站与学生会外联部协同在微信公众号中发起了长期活动“声情缙中”，据不完全统计统计，该活动约每月供稿一次。其中文章内容多由学生投稿产生，而朗读者则多为广播站成员。除此活动外，微信公众号上仍有长期活动“我们缙中人”，其采访对象多为学校老师及杰出校友，不时也有在校学生的内容。
学校食堂则会在中秋节、端午节、重阳节等传统节日之际手工制作月饼、粽子、馒头等小吃并赠与同学们。而学校教师方面则会出面慰问退休教师，并前往石松村养老照料中心进行志愿活动。
校内曾有运营校刊《缙中人》，但后因微信公众号在学校间的广泛使用，在2018年停刊，并转为微信公众号”我们缙中人“栏目。目前校内仍有社团和班级在运营社刊和班报。同时校内“好溪浪”文学社于1995年被评为“全国优秀社团”。

## 社会问题
2019年11月17日，缙云中学高一学生陈某傧因于父母发生口角后离家出走，最后在时隔八天后的11月25日早晨发现其于永康市境内光瑶山的乱坟岗自缢。这引发了社会对缙云中学教育和学生身心健康的担忧。

## 政治
缙云中学积极响应中共号召，在2018年适逢改革开放四十周年，举行了“纪念改革开放40周年师生艺术作品展”。2019年10月，缙云中学举报为庆祝中华人民共和国成立70周年系列活动，同时教职工一同演唱了“我们都是追梦人”，并从此于早会后播放长达两个月。2019年末，校内举行了“天安门国旗”传递活动。

## 生态环境
校内设置有空气质量自动观测站（页面存档备份，存于），并每月进行报告。

## 体育
缙云中学常年在丽水市内大批量招生体育特长生，而这些体育生在毕业后也多进入名校。缙云中学多会在十月前后举行校运动会，运动会原多在十一月举行，但从2019年起同受浙江教育改革影响，改至十一月末，但从2019年其校运动会也同时改为两部分常规田径运动会及全民趣味运动会。

### 获奖清单
- 2015年，2015年浙江省第三届青少年学生阳光体育运动会中学生田径比赛季军[40]。

- 2016年，“菲普莱杯”浙江省中学生田径锦标赛获总分第六名（共二十二校参加）[41]
- 2017年，ZSBL浙江省第十届中学生篮球联赛高中男子组冠军[42]。
- 2018年，ZSBL浙江省第十一届中学生篮球联赛高中男子组亚军[43]。
- 2018年，缙云中学获丽水市中小学生田径运动会重点高中组冠军，截至2018年已成功蝉联十五届[44]。

- 2019年，浙江省阳光体育田径比赛中获四金四银一铜[45][46]。
- 2019年，浙江省中学生田径锦标赛暨第十四届中学生运动会田径比赛获一金三银四铜[47]
- 2019年，ZSBL浙江省第十二届中学生篮球联赛高中男子组亚军[48]。

### 活动
- 2010年8月，浙江省首届体育大会蹼泳比赛在缙云中学游泳馆举行[49]

- 2012年10月，浙江省第十二届中学生运动会游泳比赛在缙云中学举行[50]。
- 2014年7月，浙江省第二届全民体育节暨“兴城杯”缙云县篮球联赛于缙云中学体育馆举行[51]。

- 2015年，缙云中学加入浙江省名校教育战略协作共同体。[52]
- 2019年2月27日，ZSBL浙江省第十二届中学生篮球联赛高中男子组总决赛（超级组）在缙云中学举行。[53]

## 荣誉
- “全国现代教育技术实验学校”
- “全国贯彻体育工作条例优秀学校”
- “浙江省教育科研200强学校”
- 1979年，学校被评为“浙江省学校体育卫生工作先进单位”[6]。
- 1979年始，学校连续八年被表彰为“浙江省推行《国家体育锻炼标准》先进单位”，后获得“全国贯彻体育工作条例优秀学校”[6]。
- 1981年，省教育厅确定缙云中学为省六十所重点中学之一[6]。
- 1983年，学校被表彰为“浙江省五讲四美、为人师表先进集体”[6]。
- 1987年，学校被省教委等单位授予“勤工俭学先进单位”[6]。
- 1996年，学校被评为“浙江省文明单位及浙江省卫生先进单位 ”[6]。
- 1998年，学校被浙江省教学委员会评定为“浙江省一级重点中学”[6]。
- 2006年11月5日，浙江省环境保护局、浙江省教育厅授予“省级绿色学校”光荣称号。[54]
- 2007年1月5日，浙江省教育厅授予“浙江省语言文字规范化示范校”光荣称号。[55]
- 2015年10月10日，缙云县政府授予“学敬业奉献先进集体”荣誉称号。[56]
- 2016年6月17日，浙江省教育厅授予“AYC项目先进示范学校”荣誉称号。[57]
- 2017年2月9日，中国教育授予首批“国防教育特色学校”荣誉称号。[58]
- 2018年，浙江省住房和城乡建设厅授予“省园林式居住区（单位）“[59]。
- 2019年5月10日，获浙江大学授予“新时代人才培养战略伙伴中学”荣誉称号。[60]

## 知名校友

### 军政界
- 中国“全国五一劳动奖章”获得者、上海市优秀青年医师：孙英
- 中国教育部科研部主任：柯政
- 原中国经委企业局处长、中国国家计委《经济消息》编辑部主任：陶量
- 金砖国家新开发银行行长办公室主任：刘汉勇
- 空军少校：陈银龙
- 中国国家信息情报学所专家、北京大学博士生导师：陈建龙

### 教育界
- 浙江林学院（现浙江农林大学）院长：田荆祥
- 中国书法家协会分党组秘书长：郑晓华
- 上海交通大学人文学院副院长、中国国家文化素质教育基地副主任：丁晓萍

### 科学界
- 参与了中国第一颗原子弹和第一颗氢弹核心部件研制生产的高级工程师：朱政
- 核动力研究专家：洪永汉
- 中科院上海硅酸盐研究所质量处处长：夏天然
- 中国科技部“973”项目首席科学家：王明贵
- 北大方正技术研究院新闻出版研究所所长：卢金鑫
- 美国国防部三军医科大学博士衔研究组主管、美国药理学和生命科学学会终身会员：吕湘林

- 无机材料学术界著名学者：丁子上
- 中科院化学所工程塑料研究中心总工程师、中科院“优秀青年科学家”：李毕忠

### 工商界
- 东方花旗银行执行总经理：李旭巍
- 华为技术有限公司无线网络研发总裁：应为民

### 文化界
- 心内科专家：李晋奎
- 《杂文报》原总编辑：楼沪光
- 作家、中国作家协会会员：吴越
- “临摹兰亭第一人”书法家：李文采
- 演员：陈宥维